# Kosteletzkya begoniifolia
Kosteletzkya begoniifolia är en malvaväxtart som först beskrevs av Oskar Eberhard Ulbrich, och fick sitt nu gällande namn av Oskar Eberhard Ulbrich. Kosteletzkya begoniifolia ingår i släktet Kosteletzkya och familjen malvaväxter. Inga underarter finns listade i Catalogue of Life.